# Ferens Art Gallery
La Ferens Art Gallery és una galeria d'art que es troba a la ciutat anglesa de Kingston upon Hull. El lloc i els fons per crear la galeria van ser donats a la ciutat per Thomas Ferens, de qui porta el nom. Va obrir el 1927 i va ser restaurada i ampliada el 1991. La galeria presenta una varietat extensa tant de peces de la col·lecció permanent i les incorporades en exposicions temporals. Entre elles hi ha un "retrat d'una dona desconeguda" obra de Frans Hals. L'edifici també alberga una guarderia per nens i una popular cafeteria. L'edifici és ara un monument classificat de grau II.
Els arquitectes varen ser S. N. Cooke i E. C. Davies.
El 2013 la galeria va adquirir una pintura del segle xiv de Pietro Lorenzetti descrivint Crist entre sant Pau i sant Pere. L'adquisició va ser finançada conjuntament pel Fons de Dotació Ferens, el Fons de Loteria del Patrimoni i el Fons d'Art.
El maig 2015 es va anunciar que la galeria aconseguiria reformes per uns 4,.5 milions de lliures per habilitar-la per a allotjar el Premi Turner el 2017 dins els actes de Ciutat de la Cultura del Regne Unit.

## Obres a la Ferens Art Gallery

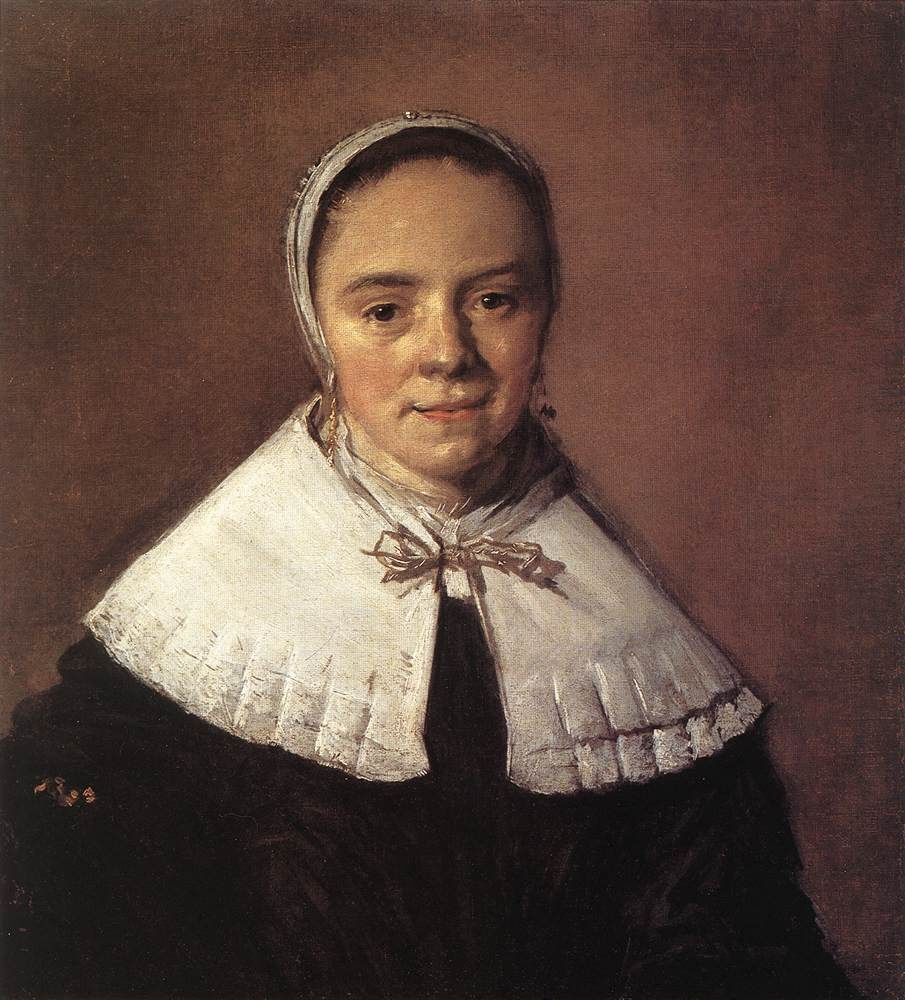
Frans Hals, Retrat d'una dona (entre 1655 i 1660)
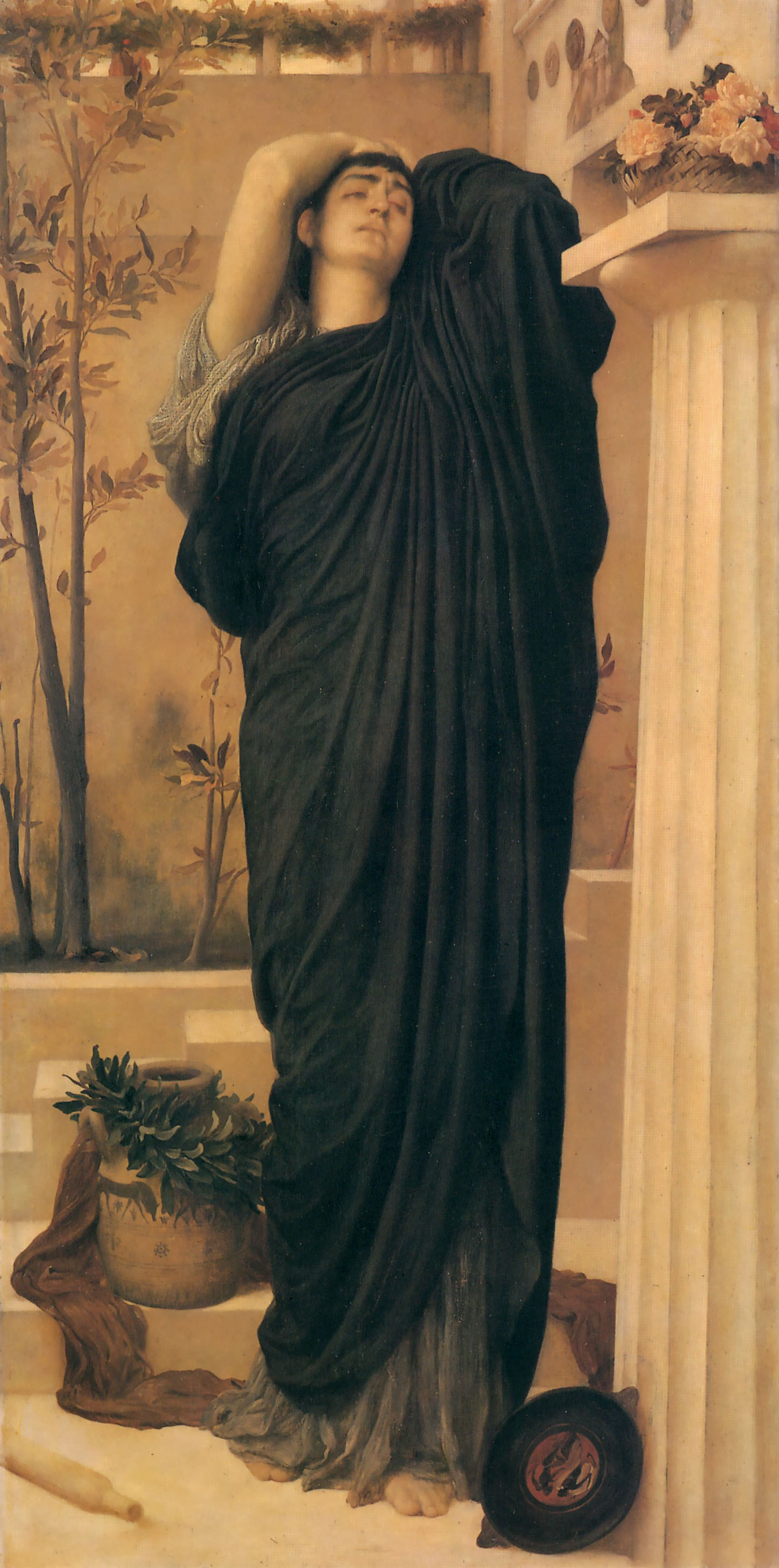
Frederic Leighton, Electra a la tomba d'Agamèmnon, 1869
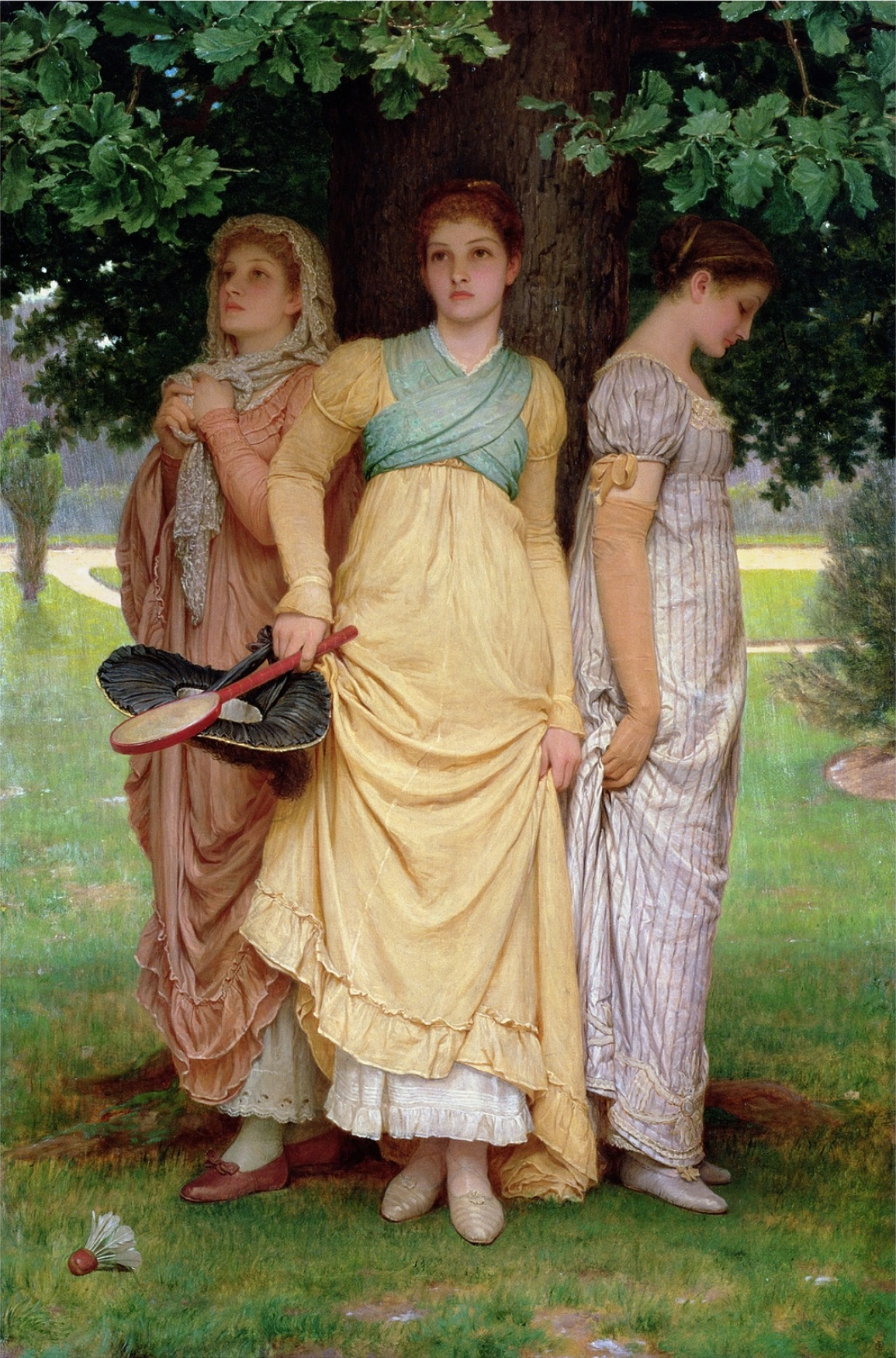
Charles Edward Perugini, Un xàfec d'estiu, c. 1888
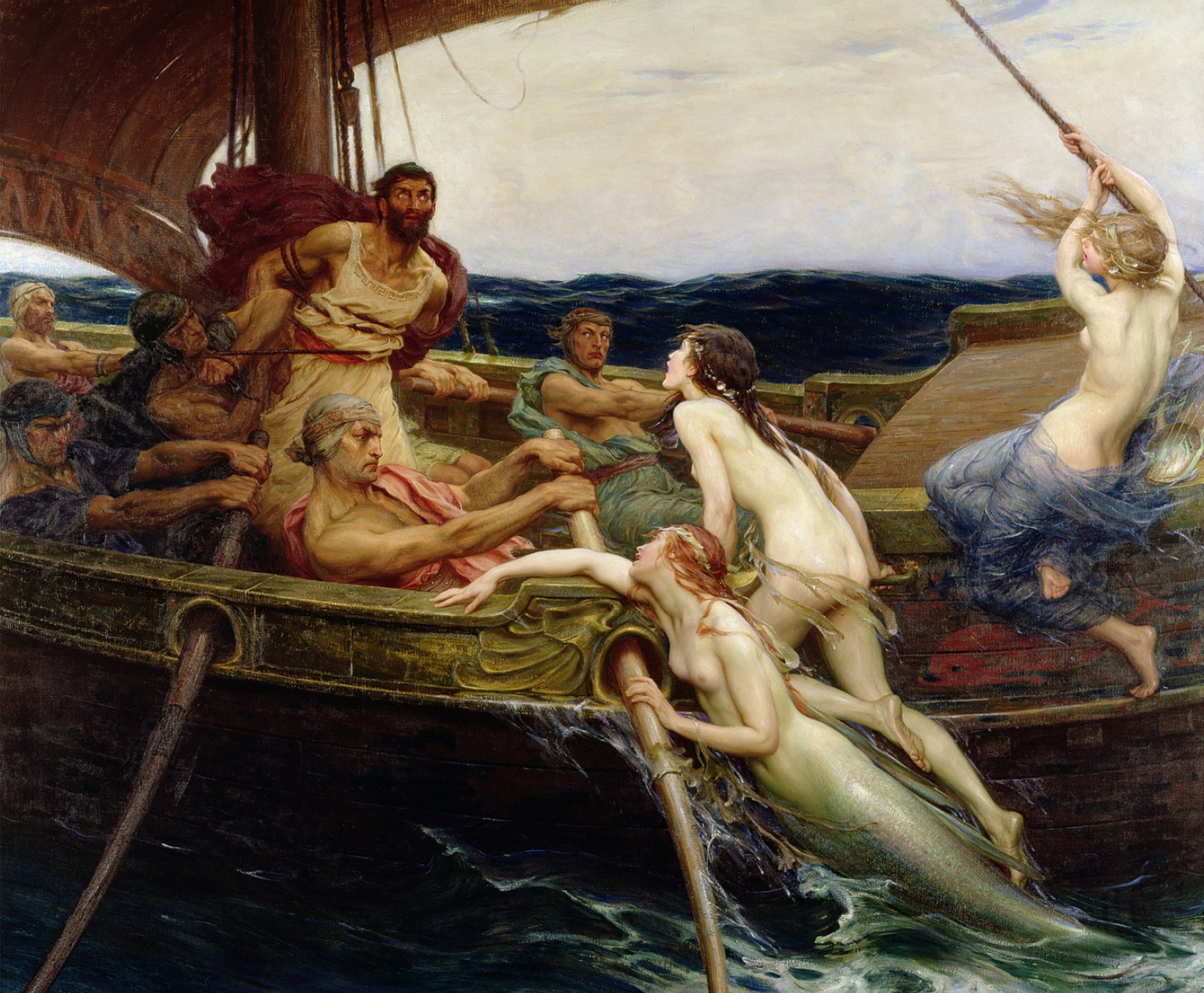
Herbert James Draper, Ulisses i les sirenes, c. 1909